# Салей, Дмитрий Сергеевич
Дмитрий Сергеевич Салей (бел. Дзмітрый Сяргеевіч Салей; азерб. Dzmitry Sergeyeviç Salei; род. 3 ноября 1989) — белорусский и азербайджанский пловец-паралимпиец, победитель Паралимпийских игр 2008 года, двукратный серебряный призёр Паралимпийских игр 2016 года и серебряный призёр Паралимпийских игр 2024 года.

## Биография
Дмитрий Салей родился 3 ноября 1989 года. На Паралимпийских играх 2008 года в Пекине взял золотую медаль на 100 м баттерфляем. В этом же году Дмитрию предложили перейти в сборную России, но тот отказался. В 2012 году представлял Беларусь на Паралимпийских играх и в Лондоне.
В 2013 году принял решение выступать за Азербайджан. По его словам, в Азербайджане, «отношения к спортсменам и условия для тренировок значительно лучше» и «спортсменов не обманывают». Дмитрий также предложил поехать с ним в Азербайджан своего младшего брата Романа, который согласился.
В 2014 году на чемпионате Европы по плаванию среди паралимпийцев, проходящем в городе Эйндховен, Дмитрий Салей, представляющий уже Азербайджан, на дистанции 100 метров брассом занял третье место.
В июле 2015 года на чемпионате мира по плаванию среди паралимпийцев в шотландском Глазго Дмитрий Салей завоевал бронзовую медаль в заплыве на дистанции 200 м смешанным стилем и 50 м вольным стилем, а также серебро в 100 м брассом.
На Паралимпийских играх 2016 года в Рио-де-Жанейро Дмитрий Салей взял серебро на дистанции 100 метров брассом и 50 метров вольным стилем.
На Паралимпийских играх 2020 в Токио Дмитрий Салей вновь выступал за Беларусь, тогда как его брат продолжал представлять Азербайджан.

## Награды и звания
- В сентябре 2016 года Дмитрий Салей распоряжением президента Азербайджана Ильхама Алиева за высокие достижения на XV летних Паралимпийских играх в Рио-де-Жанейро, а также за заслуги в развитии азербайджанского спорта был награждён орденом «За службу Отечеству» III степени[10].
- В 2024 году награждён белорусской медалью «За трудовые заслуги» за достижение высоких спортивных результатов и большой личный вклад в развитие физической культуры и спорта[11].